# Labyrinthidomatidae
Labyrinthidomatidae es una familia de foraminíferos bentónicos de la superfamilia Haplophragmioidea, del suborden Loftusiina y del orden Loftusiida. Su rango cronoestratigráfico abarca desde el Coniaciense hasta el Campaniense (Cretácico superior).

## Discusión
Clasificaciones previas incluían Labyrinthidomatidae en el suborden Textulariina del orden Textulariida o en el orden Lituolida.

## Clasificación
Labyrinthidomatidae incluye a los siguientes géneros:
- Bulbophragmium †
- Labyrinthidoma †